# Мёгтыгъёган (приток Ваха)
Мёгтыгъёган (устар. Мёг-Тыг-Ёган) — река в России, протекает в Нижневартовском районе Ханты-Мансийского АО. Левый приток реки Вах. Река Мёгтыгъёган образуется слиянием рек Большой Мёгтыгъёган и Малый Мёгтыгъёган. Длина реки от их слияния составляет 36 км. Площадь водосборного бассейна — 7390 км². Устье реки находится в 470 км по левому берегу реки Вах.

## Притоки
Река Мёгтыгъёган образуется слиянием двух основных притоков: Большой Мёгтыгъёган (левый) и Малый Мёгтыгъёган (правый). Другой крупный приток Мёгтыгъёгана — Лонткасъёган — впадает в 23 км по левому берегу.

## Данные водного реестра
По данным государственного водного реестра России относится к Верхнеобскому бассейновому округу, водохозяйственный участок реки — Вах, речной подбассейн реки — бассейн притоков Оби (верхней) от Васюгана до Ваха. Речной бассейн реки — Обь (верхняя) до впадения Иртыша.
Код объекта в государственном водном реестре — 13011000112115200038477.